# Risto Mannisenmäki

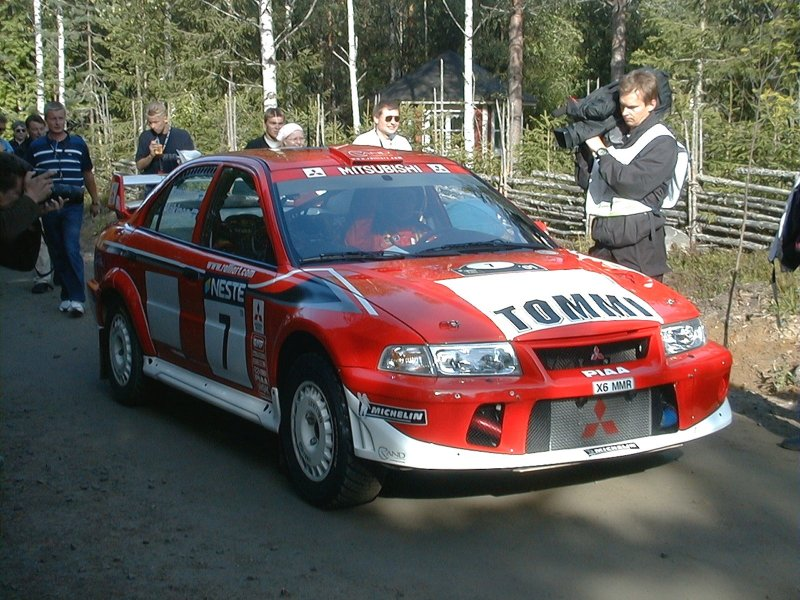
Mit einem Mitsubishi Lancer Evolution wurde Risto Mannisenmäki 1998 und 1999 als Co-Pilot von Tommi Mäkinen Rallye-Weltmeister

Risto Mannisenmäki (* 28. Mai 1959) ist ein ehemaliger finnischer Rallye-Copilot.

## Karriere
Risto Mannisenmäki startete 1982 seine Motorsportkarriere als Rallye-Copilot in der 1000-Seen-Rallye. Von 1985 bis 1989 ging er als Beifahrer bei vereinzelten Rallye-Weltmeisterschafts- und Rallye-Europameisterschafts-Läufen in Finnland an den Start.
Seinen ersten Rallye-Sieg erzielte er zusammen mit Sebastian Lindholm mit einem Lancia Delta Integrale 1990 bei der SM Pohjola-ralli. 1991 und 1992 ging er mit Janne Vuopala in der ERC an den Start.
1993 konnte er zusammen mit Mika Sohlberg in einem Mitsubishi Galant VR-4 bei der SM Satakunta Ralli seinen zweiten Rallye-Sieg feiern. 1995 wechselte er zu Tapio Laukkanen und fuhr mit ihm bis 1997 in einem VW Golf GTI überwiegend in ERC-Läufen und in der Britischen Rallye-Meisterschaft.
Von 1998 bis 2001 war Mannisenmäki Copilot bei Tommi Mäkinen. Mit ihm zusammen wurde er 1998 und 1999 Rallye-Weltmeister.
Nach einem Unfall bei der Rallye Korsika musste er 2001 seine aktive Karriere beenden. Er startete noch einmal 2003 zusammen mit Juuso Pykälistö in einem Peugeot 206 WRC in der Rallye Großbritannien und belegte den neunten Platz. Danach ging er an keinem Rennen mehr an den Start.